# Межирічківська сільська рада (Дзержинський район)
Межирічківська сільська рада (до 1946 року — Фаустинівська сільська рада) — колишня адміністративно-територіальна одиниця та орган місцевого самоврядування в Дзержинському районі Волинської округи, Вінницької й Житомирської областей Української РСР з адміністративним центром у селі Межирічка.

## Населені пункти
Сільській раді на час ліквідації були підпорядковані населені пункти:
- с. Межирічка

## Населення
Кількість населення ради, станом на 1931 рік, становила 771 осіб.

## Історія та адміністративний устрій
Створена 3 листопада 1929 року, відповідно до наказу Волинського ОВК № 49 «Про адміністративно-територіяльні зміни в межах округи та утворення нових сільрад», як Фаустинівська сільська рада, в складі сіл Микільськ (1-ша частина), Супряги та Фаустинівка Годиської сільської ради Дзержинського району Волинської округи. Станом на 1 жовтня 1941 року с. Супряги не перебуває на обліку населених пунктів.
7 червня 1946 року, відповідно до указу Президії Верховної ради Української РСР «Про збереження історичних найменувань та уточнення і впорядкування існуючих назв сільрад і населених пунктів Житомирської області», сільську раду перейменовано на Межирічківську через перейменування її адміністративного центру на с. Межирічка.
Станом на 1 вересня 1946 року сільська рада входила до складу Дзержинського району Житомирської області, на обліку в раді перебувало с. Межирічка.
Ліквідована 11 серпня 1954 року, відповідно до указу Президії Верховної ради Української РСР «Про укрупнення сільських рад по Житомирській області», територію ради та с. Межирічка приєднано до складу Годиської сільської ради Дзержинського району Житомирської області.